# صندوق موظفي الادخار الماليزي
صندوق ادخار الموظفين الماليزي (EPF)، (لغة الملايو: Kumpulan Wang Simpanan Pekerja، KWSP) هي هيئة قانونية اتحادية تحت إشراف وزارة المالية الماليزية. يدير خطة الادخار الإجبارية وتخطيط التقاعد للعاملين في القطاع الخاص في ماليزيا . عضوية الصندوق إلزامية للمواطنين الماليزيين العاملين في القطاع الخاص ، وطوعية لغير المواطنين الماليزيين.

## روابط خارجية
- الموقع الرسمي
- صندوق ادخار الموظفين على الموقع الرسمي للحكومة الماليزية.
- حاسبة EPF الماليزية - تخطيط التقاعد في ماليزيا
- مدخرات EPF